# 食胎盘行为

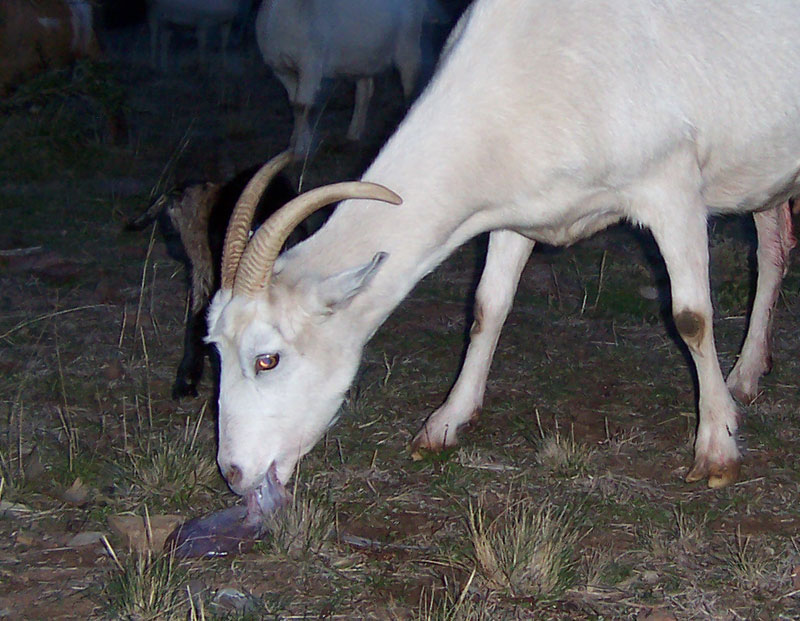
一只母羊正在吃胎盘。

食胎盘行为（英語：Placentophagy）是一种哺乳动物在自己的幼仔出生后吃掉胎盘的行为。

## 概况
食胎盘行为在包括食草动物在内的有胎盘类动物中是一个普遍现象。其中仅有少量物种没有这种行为，包括鳍足类、鲸类、骆驼和人类。
学术上，对食胎盘行为的生物学机制有多种解释。有观点认为，自然界中发生的食胎盘行为主要是为了隐藏痕迹以避免遭到捕食者的追踪。但动物并不会将生产时流出的液体清理干净，仍然会留下气味而被搜索到。另一种解释是，食草动物因为妊娠生产而改变食性，变得更加嗜肉。还有观点认为动物在产前食欲下降，进食量减少，导致产后感觉饥饿或是单纯的补充能量。不过这两种观点也都存在漏洞，缺乏相关证据。
有研究证实，胎盘的摄取能够对怀孕鼠起到缓解疼痛的作用，其中可能含有特殊物质被命名为胎盘阿片作用加强因子（Placental Opioid-Enhancing Factor，POEF）。实验鼠在摄取胎盘后，体内的阿片类物质的镇痛作用有适度提升。这些内成性阿片类物质，如内啡肽和强啡肽，与中枢神经系统产生的麻醉物质紧密相关。这些内成性阿片类物质在母体生产过程中会不断增加，使得母体对疼痛的忍耐力有所提升。当个体摄入胎盘或羊水后，阿片类物质对痛觉阈限的作用效果有显著提升。摄入肉类食物的对照组实验鼠的痛阈则没有明显变化。目前还没有任何科学研究证实这种食胎盘行为同样能够对人类起到镇痛作用 。

## 人类食胎盘行为

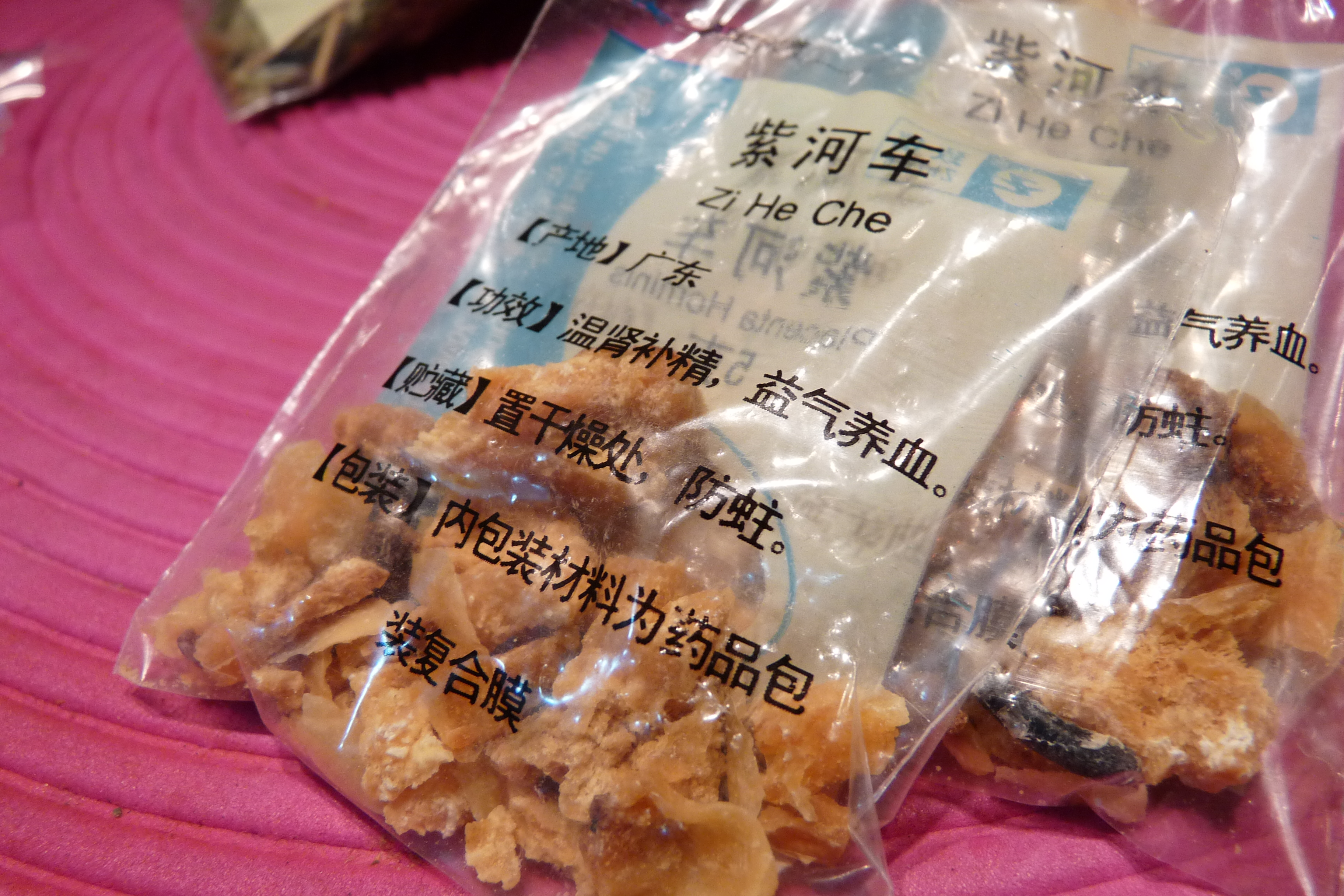
干燥后的人类胎盘——紫河车

人类是少有的不广泛进行食胎盘行为的哺乳动物之一。实验表明未育鼠吃不吃胎盘取决于是否有对应的基因，因而人类没有食胎盘行为可能是由基因型决定。胎盘在许多文化中都是受到崇敬的，吃胎盘是一种禁忌，吃胎盘在人类社会中并不常见。脱落的胎盘大多被作为废物掩埋或烧毁。虽然都市传说流传着巴斯克人吃胎盘的故事，但至今也没有发现任何相关证据，并且在巴斯克语中，“karena”胎盘这个词与“gizajana”食人这个词也没有语源上的关联。
尽管如此，在一部分文化中胎盘仍然被据信有特殊功能而被食用。在中医学中，由胎盘制成的紫河车被认为具有滋补功效，用于治疗不孕不育、阳痿等疾病。
目前也有假说认为胎盘可以治疗产后抑郁症和其他产后综合征。但英国皇家妇产科学院妇产科医生马吉·博尔特驳斥了这一观点，并表示食用胎盘并没有任何医学根據作为支撑。

### 注脚
1. ↑  Mark B. Kristal, , Neuroscience & Biobehavioral Reviews, 2 February 1980, 4: 141–150  [2012-12-12], （原始内容 (PDF)存档于2007-09-30） （英语） （页面存档备份，存于）
2. ↑  Mark B. Kristal,  (PDF), Ecology of Food and Nutrition, May 2012  [2012-12-12], （原始内容存档 (PDF)于2018-01-27） （英语） （页面存档备份，存于）
3. ↑  Mark B. Kristal, , Neuroscience and Biobehavioral Reviews, 1991accessdate=2012-12-12  [2012-12-12], （原始内容存档于2013-04-19） （英语）  （页面存档备份，存于）
4. 1 2  SM Young and DC Benyshek.  (PDF). Ecol Food Nutr. 2010 Nov-Dec;49(6):467-84.   [20 June 2012]. （原始内容 (PDF)存档于2015-10-29） （英语）. （页面存档备份，存于）
5. ↑  , News-Medical.Net, May 8, 2004  [2007-12-12], （原始内容存档于2009-01-16） （英语） （页面存档备份，存于）
6. ↑  方舟子. . 中国青年报. 2011年8月31日  [2012-12-18]. （原始内容存档于2013-10-13）. （页面存档备份，存于）
7. ↑  Tierra, Lesley; Tierra, Michael, , Twin Lakes, WI: Lotus Light Pub: 225, 1998, ISBN 0-914955-32-2 （英语）
8. ↑  Apari P, Rózsa L,  (PDF), Medical Hypotheses, 2006, 67 (5): 1189–1194  [2012-12-18], PMID 16893611, doi:10.1016/j.mehy.2006.03.053, （原始内容存档 (PDF)于2019-07-20） （英语） （页面存档备份，存于）
9. ↑  . BBC News. 2006-04-18  [2007-12-12]. （原始内容存档于2017-09-03） （英语）. （页面存档备份，存于）
10. ↑  何丽娜. . news.southcn.com (2017-04-22 19:44) (南方网). 钱江晚报. 2017-04-22  [2017-04-22]. （原始内容存档于2017-04-24）. （页面存档备份，存于）

### 网页
- 吃胎盘 （页面存档备份，存于）
- Why don’t you eat your placenta? （页面存档备份，存于）（英文）